# Christina Bostofte
Christina Bostofte (født 1971) er en dansk badmintonspiller, der spiller for Skovshoved IF.
Bostofte var europa- og verdensmester som ungdomsspiller. Hun var nordisk mester for senior som blot 15 årig. Hun fik dispensation, så hun kunne som kun 14-årig stille op i Danish Open mod verdenseliten i KB Hallen, hvor det blev til en semifinaleplads. Hun spillede på seniorlandsholdet allerede som 15-årig.
En lovende karriere blev afbrudt, da hun i en alder af blot 20 år blev alvorligt skadet.